# Luis Scrosoppi
São Luís Scrosoppi (4 de agosto de 1804 - 3 de abril de 1884) foi um sacerdote italiano declarado santo pela Igreja Católica Romana e fundou as Irmãs da Providência de São Caetano de Thiene. Ele foi canonizado em 2001.

## Biografia
Luis Scrosoppi foi o último dos três irmãos nascidos de Domenico Scrosoppi, um joalheiro de Udine, e Antonia Lazzarini. Seu irmão Carlo foi ordenado ao sacerdócio quando Luis tinha seis anos e seu outro irmão Giovanni Battista seguido.
Quando adolescente, ele sentiu um chamado ao sacerdócio e estudou antes de ser ordenado ao diaconado em 1826. Foi ordenado sacerdote em 31 de março de 1827 e celebrou sua primeira missa com seus irmãos. Ele ajudou a administrar um centro infantil que seu irmão Carlo dirigia e foi assistente em 1829. Mais tarde, ingressou na Ordem Terceira dos Franciscanos. Como chefe da "união do coração de Jesus Cristo", dedicou-se à construção de um orfanato e apoiou seu irmão Carlo, que também era padre.
Entregou-se incansavelmente à captação de recursos e logo dirigiu uma organização que acomodava 100 pensionistas e alunos de 230 dias em um prédio que ficou conhecido como a Casa dos Desamparados. Scrosoppi fundou as Irmãs da Providência de São Caetano de Thiene e recebeu a aprovação oficial do Papa Pio IX em 22 de setembro de 1871. Luis ingressou no Oratório de São Filipe Néri em 1846 e foi eleito seu reitor em 9 de novembro de 1856. Em 7 de março de 1857, ele abriu uma escola e uma casa para meninas surdas-mudas, sobrevivendo apenas por quinze anos.
Ele morreu em 3 de abril de 1884 depois de uma longa doença.

## Padroeiro dos futebolistas
Em 22 de agosto de 2010, Scrosoppi foi nomeado padroeiro dos jogadores de futebol pelo bispo Alois Schwarz em uma missa na paróquia austríaca de Pörtschach am Wörther See em coordenação com as autoridades romanas e Andrea Bruno Mazzocato, o arcebispo de Udine. Um santo padroeiro dos jogadores de futebol não existia, pelo que a ideia de nomear Luis Scrosoppi foi iniciada pela “Wörthersee Zukunftsinitiative” do fã de futebol Manfred Pesek. Schwarz, o bispo de Gurk em Klagenfurt, apoiou a proposta na seção apropriada do Vaticano "Igreja e Esporte" em grande parte porque o futebol para jovens é de grande importância e significado. Luis Scrosoppi teve que ser distinguido em especial. Ele representa os valores que são desenvolvidos através do esporte, como justiça, perseverança, diligência e determinação. Outros defensores da iniciativa foram Nikolaus Knöpffler, presidente do Departamento de Ética Aplicada e diretor do "Ethikzentrum" na Universidade Friedrich-Schiller de Jena, Walter Walzl, Florian Becker, Robert Hofferer e Stefan Gottschling, que ajudaram a tornar possível a realização desta iniciativa. O bispo de Udine, a diocese de Luis Scrosoppi, também esteve envolvido na aprovação e preparação deste projeto.

## Santidade
A introdução da causa para a santidade, que lhe conferiu o título de Servo de Deus, veio em 27 de fevereiro de 1964 pelo Papa Paulo VI . A declaração de que ele levou uma vida de virtude heróica permitiu a Paulo VI nomeá-lo Venerável em 12 de junho de 1978. Papa João Paulo II o beatificou em 4 de outubro de 1981 e também o canonizou como santo em 10 de junho de 2001. Seu dia na Liturgia é no dia 3 de abril (dia da sua morte).

### O milagre da canonização
Para os propósitos de canonização, a Igreja Católica considera necessária ter um segundo milagre após o requerido para a beatificação, no caso de Luis Scrosoppi, considerou-se milagrosa a cura de Peter Changu Shitima, um doente terminal de AIDS, que ocorreu em 1996.
Peter Changu Shitima era um estudante do Oratório de São Filipe Néri de Oudtshoorn, uma cidade perto da costa sul da África do Sul. Na primavera de 1996, ele começou a acusar distúrbios cada vez mais graves, tanto que ele foi hospitalizado, onde foi diagnosticado com AIDS no estágio terminal.
A comunidade religiosa em que ele pertencia começou preces incessantes, para obter a intercessão do então abençoado Luis Scrosoppi. Na noite entre 9 e 10 de outubro de 1996, o jovem sonhou com Luis, e de repente ele sentiu que estava curado, despertando, retomando sua atividade normal.
A cura foi observada pelos médicos Johannes Le Roux e Pete du Toit, ambos não-católicos, que não conseguiram explicar o incidente. O caso, examinado na Cúria Oudtshoorn, foi submetido à Congregação para as Causas dos Santos que, em 1º de julho de 2000, promulgou na presença do Papa João Paulo II o decreto milagroso para o "rápido, completo e duradouro" cura de Peter Shungu Shitima por polineurite e caquexia em indivíduos HIV positivos.